# Марьяновка (Крым)
Марья́новка (до 1948 года  Маре́; укр. Мар'янівка, крымскотат. Mare, Маре) — село в Красногвардейском районе Крыма, центр Марьяновского сельского поселения (согласно административно-территориальному делению Украины — Марьяновского сельского совета Автономной Республики Крым).

## Население
| 2001 | 2014  |
| ---- | ----- |
| 2341 | ↗2494 |

Всеукраинская перепись 2001 года показала следующее распределение по носителям языка
| Язык             | Процент |
| ---------------- | ------- |
| русский          | 63.09   |
| украинский       | 19.48   |
| крымскотатарский | 13.71   |
| другие           | 1.37    |

### Динамика численности
| - 1805 год — 70 чел. - 1864 год — 54 чел. - 1889 год — 71 чел. - 1892 год — 76 чел. - 1900 год — 131 чел. - 1911 год — 124 чел. - 1915 год — 71/61 чел. - 1918 год — 120 чел. | - 1926 год — 200 чел. - 1931 год — 207 чел. - 1936 год — 259 чел. - 1974 год — 1058 чел. - 1989 год — 2011 чел. - 2001 год — 2341 чел. - 2009 год — 2265 чел. - 2014 год — 2494 чел. |

## Современное состояние
На 2017 год в Марьяновке числится 16 улиц и 1 территория Комплекс строений и сооружений; на 2009 год, по данным сельсовета, село занимало площадь 222,5 гектара на которой, в 757 дворах, проживало более 2,2 тысячи человек. В селе действуют средняя общеобразовательная школа, детский сад «Радуга», сельский дом культуры, библиотека, амбулатория общей практики — семейной медицины, аптека, агрофирма «Нива» (бывший колхоз им. XXI съезда КПСС), отделение Почты России, отделение РНКБ, церковь Преображения Господня, мечеть «Маре Марьяновка». Село связана автобусным сообщением с райцентром и соседними населёнными пунктами.

## География
Марьяновка — село в степном Крыму в центре района, через село проходит Красногвардейская ветвь Северо-Крымского канала, высота центра села над уровнем моря — 40 м. Ближайшее село — Некрасово — менее 1 км на юг, райцентр примерно в 5 километрах (по шоссе) на север, там же ближайшая железнодорожная станция Урожайная. Транспортное сообщение осуществляется по региональной автодороге 35Н-258 Красногвардейское — Новоекатериновка (по украинской классификации — С-0-10648).

## История
Первое документальное упоминание села встречается в Камеральном Описании Крыма… 1784 года, судя по которому, в последний период Крымского ханства Меръа входил в Ташлынский кадылык Акмечетского каймаканства. После присоединения Крыма к России (8) 19 апреля 1783 года, (8) 19 февраля 1784 года, именным указом Екатерины II сенату, на территории бывшего Крымского Ханства была образована Таврическая область и деревня была приписана к Перекопскому уезду. После Павловских реформ, с 1796 по 1802 год, входила в Акмечетский уезд Новороссийской губернии. По новому административному делению, после создания 8 (20) октября 1802 года Таврической губернии, Маре был включён в состав Кокчора-Киятской волости Перекопского уезда.
По Ведомости о всех селениях в Перекопском уезде состоящих с показанием в которой волости сколько числом дворов и душ… от 21 октября 1805 года, в деревне Маре числилось 7 дворов, 68 крымских татар и 2 ясыров. На военно-топографической карте генерал-майора Мухина 1817 года деревня Маре обозначена как Мари с 12 дворами. После реформы волостного деления 1829 года Маре, согласно «Ведомости о казённых волостях Таврической губернии 1829 года», осталась в составе Кокчора-Киятской волости. На карте 1836 года в деревне 18 дворов. Затем, видимо, в результате эмиграции крымских татар, деревня заметно опустела и на карте 1842 года Маре обозначена условным знаком «малая деревня», то есть, менее 5 дворов.
В 1860-х годах, после земской реформы Александра II, деревню включили в состав Айбарской волости. В «Списке населённых мест Таврической губернии по сведениям 1864 года», составленном по результатам VIII ревизии 1864 года, Маре — владельческая татарская деревня с 9 дворами, 54 жителями и мечетью при колодцах. По обследованиям профессора А. Н. Козловского начала 1860-х годов, вода в колодцах деревни была пресная, а их глубина составляла 10—15 саженей (21—32 м). На трёхверстовой карте Шуберта 1865 года селение ещё обозначено, а на карте с корректурой 1876 года деревни уже нет, хотя в списках покинута в 1860—1864 годах селений Маре не значится. В «Памятной книге Таврической губернии 1889 года», по результатам Х ревизии 1887 года, деревня записана как Морге уже Григорьевской волости, с 9 дворами и 71 жителем.
После земской реформы 1890 года отнесли к Тотанайской волости. Согласно «…Памятной книжке Таврической губернии на 1892 год», в деревне Маре, приписанной только к волости, без сельского общества, было 76 жителей в 9 домохозяйствах, видимо, уже колония крымских немцев — меннонитов, основанная в том же году на арендованной земле. В 1900 году в Маре, согласно «…Памятной книжке Таврической губернии на 1900 год», проживал 131 житель в 17 домохозяйствах, а в 1911, по Энциклопедическому словарю Немцы России — 124 человека. По Статистическому справочнику Таврической губернии. Ч.II-я. Статистический очерк, выпуск пятый Перекопский уезд, 1915 год, в деревне Море (П. П. Шредера) Тотанайской волости Перекопского уезда числилось 14 дворов (все дворы безземельные) с немецким населением в количестве 71 человек приписных жителей и 61 «посторонних», из которых 67 мужчин и 65 женщин. Жители землёй не владели, но за селением числилось 850 десятин удобной земли. В хозяйствах имелось 86 лошадей, 38 коров и 46 голов мелкого скота.
После установления в Крыму Советской власти и учреждения 18 октября 1921 года Крымской АССР, в составе Джанкойского уезда был образован Курманский район, в состав которого включили село. В 1922 году уезды получили название округов. 11 октября 1923 года, согласно постановлению ВЦИК, в административное деление Крымской АССР были внесены изменения, в результате которых был ликвидирован Курманский район и село включили в состав Джанкойского. Согласно Списку населённых пунктов Крымской АССР по Всесоюзной переписи 17 декабря 1926 года, в селе Маре, Даниловского сельсовета (в котором село состоит до создания Марьяновского) Джанкойского района, числилось 38 дворов, все крестьянские, население составляло 200 человек, все немцы, действовала немецкая школа. Постановлением ВЦИК «О реорганизации сети районов Крымской АССР» от 30 октября 1930 года, был создан Биюк-Онларский район, как немецкий национальный, в который включили село; в том же году в Маре образованы колхозы им. Куйбышева и им. Толбухина Постановлением Президиума КрымЦИКа «Об образовании новой административной территориальной сети Крымской АССР» от 26 января 1935 года был создан немецкий национальный (лишённый статуса национального постановлением Оргбюро ЦК КПСС от 20 февраля 1939 года) Тельманский район (с 14 декабря 1944 года — Красногвардейский) и село, с населением 259 человек, включили в его состав. Вскоре после начала Великой Отечественной войны, 18 августа 1941 года крымские немцы были выселены, сначала в Ставропольский край, а затем в Сибирь и северный Казахстан.
После освобождения Крыма от фашистов, 12 августа 1944 года было принято постановление № ГОКО-6372с «О переселении колхозников в районы Крыма» по которому в район из областей Украины и России переселялись семьи колхозников, а в начале 1950-х годов последовала вторая волна переселенцев из различных областей Украины. С 25 июня 1946 года Маре в составе Крымской области РСФСР. Указом Президиума Верховного Совета РСФСР от 18 мая 1948 года, Маре переименовали в Марьяновку. 26 апреля 1954 года Крымская область была передана из состава РСФСР в состав УССР. 29 января 1959 года местные колхозы включены в объединённый, им. XXI съезда КПСС.
К 1968 году к Марьяновке присоединили село Трудовое (согласно справочнику «Крымская область. Административно-территориальное деление на 1 января 1968 года» — в период с 1954 по 1968 год). К тому же году Марьяновка — центр сельсовета. По данным переписи 1989 года в селе проживало 2011 человек. С 12 февраля 1991 года село в восстановленной Крымской АССР, 26 февраля 1992 года переименованной в Автономную Республику Крым. С 21 марта 2014 года в составе Крыма аннексирована Россией.